# Гранейда (город, Миннесота)
Гранейда (англ. Granada) — город в округе Мартин, штат Миннесота, США. На площади 1,5 км² (1,5 км² — суша, водоёмов нет), согласно переписи 2002 года, проживают 317 человек. Плотность населения составляет 208,4 чел./км².
- Телефонный код города — 507
- Почтовый индекс — 56039
- FIPS-код города — 27-24884[1]
- GNIS-идентификатор — 0644323[2]